# Dubovica (Sabinov)
Dubovica es un municipio del distrito de Sabinov en la región de Prešov, Eslovaquia, con una población estimada a final del año 2024 de 1430 habitantes.
Se encuentra ubicado en el centro-oeste de la región, en el valle del río Torysa (cuenca hidrográfica del río Tisza).

## Demografía
| Año        | 1994 | 2004    | 2014    | 2024    |
| ---------- | ---- | ------- | ------- | ------- |
| Población  | 1421 | 1477    | 1479    | 1430    |
| Diferencia |      | +3,94 % | +0,13 % | −3,31 % |

| Año        | 2023 | 2024    |
| ---------- | ---- | ------- |
| Población  | 1445 | 1430    |
| Diferencia |      | −1,03 % |